# Персин, Леонид Семёнович
Леонид Семёнович Персин (род. 31 января 1948 года) — советский и российский учёный-стоматолог, специалист в области детской стоматологии, член-корреспондент РАМН (2000), член-корреспондент РАН (2014).

## Биография
Родился 31 января 1948 года.
В 1970 году — окончил Московский медицинский стоматологический институт.
В 1974 году — защитил кандидатскую диссертацию.
С 1976 года по настоящее время — работает там же, с 1990 года — заведующий созданной первой в системе учебных институтов страны кафедру ортодонтии и детского протезирования.
В 1989 году — защитил докторскую диссертацию, тема: «Клинико-рентгенологическая и функциональная характеристика зубочелюстной системы у детей с дистальной окклюзией зубных рядов».
В 2000 году — избран членом-корреспондентом РАМН.
В 2014 году — стал членом-корреспондентом РАН (в рамках присоединения РАМН и РАСХН к РАН).

## Научная деятельность
Специалист в области детской стоматологии.
Основное научное направление — совершенствование методов профилактики, диагностики и лечения зубочелюстных аномалий и деформаций, внедрение новых технологий и компьютерной техники в лечебный процесс.
Автор и соавтор 17 патентов и свидетельств на изобретения, 21 книги (монографий, учебников, руководств), свыше 340 научных публикаций.
Под его руководством защищено 75 диссертаций, в том числе девять докторских.
Член Европейского общества ортодонтов.

## Награды
- Орден Дружбы (2019)[3]
- Медаль ордена «За заслуги перед Отечеством» II степени (2012)[4]
- Заслуженный деятель науки Российской Федерации (1999)[5]